# Ain Taoujdat
Ain Taoujdat (auch Aïn Taoujdate, arabisch عين تاوجطات) ist eine Stadt mit etwa 35.000 Einwohnern im Zentrum der fruchtbaren Sais-Ebene in der Region Fès-Meknès im Norden Marokkos.

## Lage und Klima
Ain Taoujdat liegt etwa auf halber Strecke zwischen den Großstädten Fès und Meknès in ca. 500 m Höhe. Der Flughafen Fès-Saïss ist nur etwa 35 km (Fahrtstrecke) in östlicher Richtung entfernt. Das Klima ist meist warm; Regen (ca. 500–600 mm/Jahr) fällt überwiegend im Winterhalbjahr.

## Bevölkerung
| Jahr      | 1994   | 2004   | 2014   | 2024   |
| Einwohner | 16.070 | 22.030 | 28.288 | 33.055 |

Die Einwohner von Ain Taoujadate sind überwiegend berberischer Abstammung, doch die Umgangssprache ist Marokkanisches Arabisch. Hauptgrund des deutlichen Bevölkerungswachstums in den letzten Jahrzehnten ist die Zuwanderung von Familien aus den umliegenden Landgemeinden (communes rurales).

## Wirtschaft
Dank der weiten und fruchtbaren Saïs-Ebene basiert die Wirtschaft von Ain Taoujdat weitgehend auf der Landwirtschaft (Getreide-, Gemüse-, Oliven- und Obstanbau). Jeden Donnerstag findet ein Wochenmarkt statt, auf dem Händler eine Vielzahl von Produkten wie Obst, Gemüse, Fleisch, Fisch, Gewürze und Textilien anbieten. In der Stadt befindet sich auch eine große Ölmühle, die Huillery Ain Tawajdet.

## Geschichte
Zur Geschichte des Ortes liegen keine Nachrichten vor. Noch in den 1950er Jahren war Ain Taoujdat ein Berberdorf mit weniger als 2000 Einwohnern.